# Smash Cut

Smash Cut est un film d'horreur canadien diffusé en 2009 et réalisé par Lee Demarbre

## Synopsis
Après avoir subi une humiliation de la part du public lors de la projection de son dernier film le réalisateur Able Whitman déprime et cherche l'inspiration dans un club de strip-tease.  Il se fait michetonner par Gigi Spot, mais alors qu'il l'emmène en voiture, la jeune fille est blessée mortellement, Whitman décide alors de conserver le corps et de s'en servir comme "accessoire" pour son prochain film. La sœur de Gigi Spot, April Carlson loue les services d'Isaac Beaumonde , un détective privé pour retrouver l'assassin, la police ayant classée l'affaire.  Whitman fasciné par le matériel humain que représente le cadavre de Gigi Spot réalise alors qu'il a besoin d'autres organes humains, il se met alors à tuer une critique de cinéma qui l'avait "descendu", puis la plupart des membres de l'équipe technique, le producteur, le scénariste….  Mais Isaac Beaumonde traque Whitman et le provoque alors qu'il allait tuer April.

## Fiche technique
- Titre : Smash Cut
- Réalisateur : Lee Demarbre
- Producteur : Robert Menzies
- Scénariste Ian Driscoll
- Genre : Horreur
- Musique : Michael Dubue
- Photographie : Jean-Denis Ménard, Karl Roeder
- Durée : 79 minutes
- Pays :  Canada
- Date de sortie
  -  Canada, : 18 juillet 2009  Fantasia Film Festival

## Distribution
- David Hess : Able Whitman
- Sasha Grey (VF:  Leslie Lipkins ) : April Carson
- Michael Berryman : Philip Farmsworth Jr.
- Herschell Gordon Lewis : Fred Sandy
- Jesse Buck : Le détective  Isaac Beaumonde
- Ray Sager : Le  Reverend Ezekial Boone
- Jennilee Murray : Georgina Carson / Gigi Spot
- Michael Dubue: Alan Dackman
- Barry Blake : Armand Parys
- Parisa Kasaei : Interne
- Peter Michael Dillon : Oswald « Ozzie »  Kohlberg
- Meghanne Kessels : Mitzi Jackel
- Jeff Lawson : R.L. Smith
- Mercedes Papalia : Médecin/Strip-teaseuse
- Cinthia Burke : Starla
- Csaba András Kertész : Patron du restaurant
- Nick Taylor : Patron du cinéma
- Jade Carpenter : Jeune actrice
- Guen Douglas : Gretchen Gregorski, critique de cinéma
- Matthew Stefiuk : Grober
- Rylan O'Reilly : Allan
- Cathy Symonds : Marlene
- Robert Reynolds : Rummy

## Autour du film
- Herschell Gordon Lewis apparaît au début du film, il prononce un court avertissement : "Ce film, vous pouvez le regardez, mais vous aurez été prévenu !"
- Sasha Grey signe ici sa première participation à un film non pornographique